# 파나민트다람쥐
파나민트다람쥐(Neotamias panamintinus)는 다람쥐과에 속하는 설치류의 일종이다. 미국 캘리포니아주 남동부와 네바다주 남서부의 사막 산악 지대에서 발견된다.

## 아종
2종의 아종이 알려져 있다.
- Neotamias panamintinus panamintinus
- Neotamias panamintinus acrus